# 江上剛
江上 剛（えがみ ごう、1954年1月7日 - 、本名・小畠 晴喜（こはた はるき））は、日本の作家、コメンテーター、実業家で、元銀行員。マネジメント事務所は株式会社アンダーパレス。
元日本振興銀行取締役兼代表執行役社長。元（旧）みずほ銀行築地支店長。日本ペンクラブ会員。

## 人物・来歴
兵庫県氷上郡山南町（現・丹波市）出身。兵庫県立柏原高等学校、早稲田大学政治経済学部政治学科卒業。1977年から2003年まで第一勧業銀行→旧・みずほ銀行に勤務。
1997年、第一勧業銀行総会屋利益供与事件に際し、広報部次長として混乱の収拾に尽力する。この事件後は、同行のコンプライアンス体制構築に大きな役割を果たす。また、この事件を元にした高杉良の小説およびそれを原作とした映画『金融腐蝕列島』のモデルともなった。
2002年、経済小説『非情銀行』で作家デビュー。2003年3月に、築地支店長を最後に、旧・みずほ銀行を退行。
新聞連載など作家業の傍ら、テレビ番組等でコメンテーターとしても活躍。これまでにテレビ朝日系『スーパーモーニング』（木曜日）、日本テレビ系CS放送「日テレNEWS24」の『汐留リーダーズEYE』（金曜日）や、フジテレビ系情報番組『めざましどようび』のレギュラーコメンテーターを務めた。フジテレビ系『FNNスーパーニュース』経て『みんなのニュース』（水〜金曜日）に出演していた。
2009年10月には、ドラマ『隠蔽指令』が、自身の作として初めて映像化された。
また、2004年6月から本名の小畠晴喜として日本振興銀行の社外取締役に就任。その後には取締役会議長も務めるも、2010年に、逮捕に伴って代表執行役社長を解任された西野達也に代わって、同年7月14日より同行の取締役代表執行役社長に就任した。
これに伴い、当面の作家業は抑制あるいは休止せざるを得ないと表明するが、同年9月10日に同行が経営破綻し、自分の役目は終わったと記している。そして、金融整理管財人としての預金保険機構の下で社長職を務め破綻処理が軌道に乗ることを見届け、2010年12月27日付で、形式上ではあったものの、取締役職の解任の手続きがとられた。次いで、代表執行役社長職も翌年1月13日付で解任の手続きがとられた。
2011年8月23日、整理回収機構は木村剛と社外取締役であった小畠、平将明衆院議員を含む旧経営陣7人に対して50億円の損害賠償を求め東京地裁に提訴した。
2015年7月16日、社外取締役としての責任遂行が不十分だったことを理由に連帯して6000万円を支払うことで江上剛（本名・小畠晴喜）、自民党の平将明衆院議員、公認会計士の森重榮と整理回収機構との和解が東京地裁で成立。

## 著作

### ビジネス書・教養書・その他
- 江上剛のヒットの神様（2005年5月 フジテレビ出版）
- 最高の上司が実践する哲学 部下のやる気に火をつける（2006年8月 青春出版社）
- 平成「経済格差社会」（2006年10月 講談社）
- 会社を辞めるのは怖くない（2007年3月 幻冬舎新書）
- 会社の外で考えた（2007年6月 第一法規）
- 不祥事続発！怒れるガバナンス 世の中、壊れてしもたやないか（2008年3月 時事通信出版局）
- 戦いに終わりなし 最新アジアビジネス熱風録（2008年4月 文藝春秋 / 2010年4月 文春文庫）
- 組織力UPの最強指導術 部下を活かす上司、殺す上司（2009年4月 幻冬舎文庫）
- 江上剛の「行って、見て、聞く」―大人の社会見学（2010年6月 ウェッジ）
- ビジネスマン危機管理術 もし顔を見るのも嫌な人間が上司になったら（2010年7月 文春新書）
- 聖書に学ぶビジネスの極意100（2010年10月 ワニブックスPLUS新書）
- 奇跡のモノづくり（2011年8月 幻冬舎）
- 日本崩壊はここから始まった（2011年10月 ワニブックスPLUS新書）
- 55歳からのフルマラソン（2012年5月 新潮新書）
  - 【改題】56歳でフルマラソン、62歳で100キロマラソン（2017年12月 扶桑社文庫）
- 俺たちは現場に立つ 日本を支える企業力の源泉（2014年3月 宝島SUGOI文庫）
- 負けない日本企業 アジアで見つけた復活の鍵（2014年6月 講談社）
- 50歳からの教養力（2014年12月 ベスト新書）
- ビジネスマンのための「幸福論」（2015年4月 祥伝社新書）
- 最高知「古典」に学ぶ、成功の戦略 仕事と人生の武器になる48の発想術（2015年6月 幻冬舎）
- 会社という病（2015年12月 講談社+α新書）
- 働き方という病 組織で生き抜く武器はあるか（2016年11月 徳間書店）
- 会社人生、五十路（いそじ）の壁 サラリーマンの分岐点（2018年7月 PHP新書）
  - 【改題】50代の壁 人生の分かれ道を決断する36のヒント（2022年9月 PHP文庫）
- 定年後の壁 稼げる60代になる考え方（2023年3月 PHP新書）
- 使える！貞観政要（2023年5月 ビジネス社）

### 小説作品

#### シリーズ作品

##### 庶務行員 多加賀主水シリーズ
- 庶務行員 多加賀主水が許さない（2016年7月 祥伝社文庫）
- 庶務行員 多加賀主水が悪を断つ（2017年6月 祥伝社文庫）
- 庶務行員 多加賀主水が泣いている（2018年7月 祥伝社文庫）
- 庶務行員 多加賀主水がぶっ飛ばす（2019年7月 祥伝社文庫）
- 庶務行員 多加賀主水の憤怒の鉄拳（2020年7月 祥伝社文庫）
- 庶務行員 多加賀主水の凍てつく夜（2021年8月 祥伝社文庫）
- 銀行員 生野香織が許さない（2023年1月 祥伝社文庫） - スピンオフ

##### ラストチャンス
- 人生に七味あり（2011年12月 徳間書店 / 2013年12月 徳間文庫）
  - 【改題】ラストチャンス 再生請負人（2018年4月 講談社文庫）
- ラストチャンス 参謀のホテル（2020年4月 講談社文庫）

#### シリーズ外作品
- 非情銀行（2002年3月 新潮社 / 2004年5月 新潮文庫 / 2014年3月 講談社文庫）
- 起死回生（2003年3月 新潮社 / 2005年4月 新潮文庫 / 2013年3月 講談社文庫）
- 復讐総会（2004年2月 新潮社）
  - 【改題】総会屋勇次（2006年11月 新潮文庫）
    - 【再改題】再起（2010年2月 講談社文庫）
- 統治崩壊（2004年3月 光文社）
  - 【改題】銀行告発（2006年10月 光文社文庫 / 2019年11月 光文社文庫【新装版】）
- レジスタンス（2005年1月 講談社）
  - 【改題】頭取無惨（2007年12月 講談社文庫）
- 異端王道（2005年2月 東洋経済新報社）
  - 【改題】組織再生 マインドセットが変わるとき（2008年4月 PHP文庫）
- 腐蝕の王国（2005年5月 小学館【上・下】 / 2007年10月 小学館文庫 / 2015年10月 幻冬舎文庫）
- 座礁 巨大銀行が震えた日（2005年6月 朝日新聞出版 / 2008年6月 朝日文庫）
- 円満退社（2005年11月 幻冬舎 / 2007年12月 幻冬舎文庫）
- 大罪（2006年4月 徳間書店）
  - 【改題】背徳経営（2008年11月 徳間文庫）
    - 【再改題】背徳銀行（2016年10月 文芸社文庫）
- 霞が関中央合同庁舎第四号館 金融庁物語（2006年6月 実業之日本社）
  - 【改題】小説 金融庁（2008年11月 講談社文庫）
- 不当買収（2006年9月 講談社 / 2008年7月 講談社文庫）
- 失格社員（2007年4月 新潮文庫）
- 狂宴の果て（2007年5月 角川書店）
  - 【改題】腐敗連鎖（2009年10月 角川文庫 【上・下】）
    - 【再改題】ピエタの時代（2016年4月 文芸社文庫【I 原罪篇・II 贖罪篇】）
- 絆（2007年8月 扶桑社 / 2009年8月 講談社文庫）
- 日暮れてこそ（2007年11月 光文社 / 2010年6月 光文社文庫）
- 我、弁明せず。（2008年3月 PHP研究所）
  - 【改題】我、弁明せず（2010年10月 PHP文芸文庫）
- 非情人事（2008年5月 文春文庫 / 2019年8月 朝日文庫）
- 合併人事 二十九歳の憂鬱（2008年7月 幻冬舎文庫）
- 隠蔽指令（2008年8月 徳間書店 / 2009年10月 徳間文庫）
- 社長失格（2008年9月 光文社文庫）
- いつもそばにいるよ（2009年1月 実業之日本社）
  - 【改題】企業戦士（2011年9月 講談社文庫）
- 渇水都市（2009年9月 幻冬舎 / 2012年6月 幻冬舎文庫）
- サラリーマン「論語」小説
  - 四十にして惑わず（2010年1月 光文社文庫）
  - 信なくば、立たず（2011年3月 光文社文庫）
- ごっつい奴 浪花の夢の繁盛記（2010年1月 講談社）
  - 【改題】瓦礫の中のレストラン（2013年11月 講談社文庫）
- 亡国前夜（2010年3月 徳間書店 / 2012年5月 徳間文庫）
- 成り上がり（2010年11月 PHP研究所）
  - 【改題】成り上がり 金融王・安田善次郎（2013年9月 PHP文芸文庫）
- 告発の虚塔（2011年1月 幻冬舎）
  - 【改題】告発者（2014年6月 幻冬舎文庫）
- さらば銀行の光（2011年4月 新潮社）
  - 【改題】激情次長―不正融資を食い止めろ―（2013年10月 新潮文庫）
- リベンジ・ホテル（2012年3月 講談社文庫）
- 帝都を復興せよ（2012年11月 光文社 / 2015年9月 光文社文庫）
- 東京タワーが見えますか。（2012年6月 講談社 / 2014年12月 講談社文庫）
- 銀行支店長、走る（2013年4月 実業之日本社 / 2015年4月 実業之日本社文庫）
- 慟哭の家（2013年2月 ポプラ社 / 2015年3月 講談社文庫）
- 断固として進め（2013年8月 徳間書店 / 2015年1月 徳間文庫）
  - 【改題】奇跡の改革（2018年12月 PHP文芸文庫）
- 怪物商人 大倉喜八郎伝（2013年10月 PHP研究所）
  - 【改題】怪物商人（2017年1月 PHP文芸文庫）
- 狂信者（2014年11月 幻冬舎 / 2017年10月 幻冬舎文庫）
- 翼、ふたたび（2014年7月 PHP研究所 / 2017年7月 PHP文芸文庫）
- 鬼忘島 金融捜査官・伊地知耕介（2015年5月 新潮社）
  - 【改題】特命金融捜査官（2017年6月 新潮文庫）
- ザ・ブラックカンパニー（2015年11月 光文社 / 2017年12月 光文社文庫）
- 退職歓奨（2015年10月 実業之日本社文庫）
- 抗争 巨大銀行が溶融した日（2015年10月 朝日新聞出版 / 2017年11月 朝日文庫）
- 天あり、命あり 百年先が見えた経営者 大原總一郎伝（2016年5月 PHP研究所）
  - 【改題】百年先が見えた男（2019年5月 PHP文芸文庫）
- 家電の神様（2016年12月 講談社文庫）
- 銀行支店長、追う（2017年2月 実業之日本社文庫） - 『銀行支店長、走る』続編
- クロカネの道 鉄道の父・井上勝（2017年3月 PHP研究所）
  - 【改題】クロカネの道をゆく 「鉄道の父」と呼ばれた男（2020年5月 PHP文芸文庫）
- 病巣 巨大電機産業が消滅する日（2017年6月 朝日新聞出版 / 2020年10月 朝日文庫）
- 蕎麦、食べていけ！（2018年5月 光文社 / 2021年1月 光文社文庫）
- 一緒にお墓に入ろう（2018年9月 扶桑社 / 2021年3月 講談社文庫）
- 住友を破壊した男 伊庭貞剛伝（2019年2月 PHP研究所）
  - 【改題】住友を破壊した男（2022年3月 PHP文芸文庫）
- 二人のカリスマ（2019年9月 日経BP【上 スーパーマーケット編・下 コンビニエンスストア編】 / 2023年2月 PHP文芸文庫【上 スーパーの神様・下 コンビニの神様】）
- 清算―特命金融捜査官―（2020年1月 新潮文庫）
- トロイの木馬（2020年3月 朝日文庫）
- 再建の神様（2021年3月 PHP研究所 / 2024年2月 PHP文芸文庫）
- 銀行支店長、泣く（2021年6月 実業之日本社文庫）
- Disruptor 金融の破壊者（2021年9月 光文社）
  - 【改題】金融庁覚醒 呟きのDisruptor（2024年5月 光文社文庫）
- 創世の日 巨大財閥解体と総帥の決断（2022年1月 朝日新聞出版）
- 野心と軽蔑 電力王・福澤桃介（2023年3月 PHP研究所）
- 凡人田中圭史の大災難（2023年4月 光文社文庫）
- 王の家（2023年5月 光文社）
- 小説 ゴルフ人間図鑑（2023年12月 日刊現代）
- 根津や孝助一代記（2024年7月 祥伝社文庫）
- 荒れ地の種（2024年9月 光文社）

### 共著
- 銀行員諸君！（2003年11月 新潮新書） - 須田慎一郎共著
- 銀行問題の核心（2014年2月 講談社現代新書） - 郷原信郎共著

## 出演番組
報道・情報ワイドショー番組
| 期間          | 期間          | 番組名                            | 役職                               |
| ------------- | ------------- | --------------------------------- | ---------------------------------- |
| 2003年10月4日 | 2008年3月28日 | めざましどようび（フジテレビ）    | レギュラーコメンテーター           |
| 2004年4月     | 2018年9月     | 報道ステーション（テレビ朝日）    | 隔週金曜日コメンテーター           |
| 2007年4月     | 2011年3月     | スーパーモーニング（テレビ朝日）  | 木曜日コメンテーター               |
| 2010年4月18日 | 現在          | Mr.サンデー（フジテレビ）         | ゲストコメンテーター               |
| 2014年4月     | 2020年3月     | モーニングCROSS（TOKYO MX）       | ゲストコメンテーター               |
| 2014年9月29日 | 2015年3月27日 | FNNスーパーニュース（フジテレビ） | レギュラーコメンテーター           |
| 2015年4月1日  | 2017年9月29日 | みんなのニュース（フジテレビ）    | 水～金曜日レギュラーコメンテーター |
| 2015年10月    | 現在          | モーニングショー（テレビ朝日）    | ゲストコメンテーター               |
| 2018年4月     | 現在          | 報道ライブ インサイドOUT（BS11）  | ゲストコメンテーター               |

その他のテレビ番組
- 汐留リーダーズEYE（日テレNEWS24）
- 英雄たちの選択（NHK BSプレミアム）
- 稲村亜美・アンタッチャブル柴田の「ゴルフスイッチ！」（ゴルフネットワーク）
- 激論サミット（TOKYO MX）

ラジオ番組
- OH! HAPPY MORNING（JFNC、月曜日コメンテーター）※電話での出演
- ラジオ深夜便（NHKラジオ第1）
- くにまるジャパン極（文化放送）
- 斉藤一美 ニュースワイドSAKIDORI!（文化放送）
- みらいブンカvillage　岸洋佑のスタートアップ（文化放送）
- 戸張捷のモーニングゴルフ（文化放送）
- 私の原点・視点（ラジオNIKKEI）
- 大人のラヂオ（ラジオNIKKEI）

## メディア・ミックス

### テレビドラマ
- 隠蔽指令（2009年10月18日 - 11月15日、全5話、WOWOW「連続ドラマW」枠、主演：高橋克典）
- 庶務行員 多加賀主水シリーズ（2017年 - 、テレビ朝日系「日曜ワイド」枠、主演：高橋克典、原作：庶務行員 多加賀主水シリーズ）
- ザ・ブラックカンパニー（2018年2月4日 - 3月11日、全6話、フジテレビTWO、主演：工藤阿須加）
- ラストチャンス 再生請負人（2018年7月16日 - 9月3日、全8話、テレビ東京系「ドラマBiz」枠、主演：仲村トオル）[4]

### 漫画
- コキュートスは嗤う（2010年6月-8月、画：高口里純、ワニブックス、全3巻、原作：腐蝕の王国）